# The Royal Teens
The Royal Teens waren eine Rock-’n’-Roll-Band, die 1957 in New Jersey gegründet wurde. Sie ist mit ihrer Single Short shorts bekannt
geworden, die 1958 Platz 3 in den US-Charts erreichte.
Die Nachfolge-Single Believe me im Jahre 1958 belegte nur Platz 26. Eine LP wurde nie aufgenommen. Die Band trennte sich 1965.
Der Saxophonist Bill Crandle gründete im selben Jahr die Gruppe The Knickerbockers; der Pianist Bob Gaudio wurde später Mitglied der Band The Four Seasons; der Gitarrist Al Kooper gründete 1967 die Gruppe Blood, Sweat & Tears.

## Trivia
Der von Bill Crandle geschriebene Titel Short shorts  wurde in der Fernsehsendung Die Simpsons mehrfach gespielt und erwähnt.